# Camilo Liz
Camilo Liz Salgado (Orense, España, 17 de marzo de 1913-Cádiz, España, 13 de agosto de 2009) fue un futbolista y entrenador de fútbol español, vinculado especialmente al Cádiz C. F.

## Trayectoria

### Como jugador
Se inició como jugador infantil en el Burgas de Ourense y con trece años el R. C. Celta de Vigo le ofreció viajar con el equipo para jugar un partido amistoso en Oporto, donde se enfrentaba al C. F. Os Belenenses. Curiosamente, en el viaje de vuelta de aquel partido llamó la atención cómo el niño hacía una valoración del nivel de juego de cada uno de los jugadores del equipo. Desde ese momento, inició una larga carrera profesional, primero como jugador y luego como entrenador y gerente.
La llegada de la Guerra Civil y la paralización de las competiciones repercutió negativamente en su progresión, pese a lo cual su potencial deportivo no pasó desapercibido para los grandes equipos y fue fichado por el Club Atlético de Madrid, pese a que jugó muchos partidos amistosos y de exhibición con el Celta de Vigo en calidad de prestado. Posteriormente, fue cedido al C. D. Málaga y regresó al Celta de Vigo.
Fichó por el Cádiz C. F. para la temporada 1939-40, cuando se reanudaron los torneos oficiales. Cuando llegó al Cádiz se encontró con una plantilla muy corta y con jugadores semiprefesionales. El nivel de Camilo estaba muy por encima de las expectativas deportivas del club y al año siguiente fue fichado por el Granada C. F., donde jugó dos temporadas, de 1940 a 1942. En su primera temporada consiguió el ascenso a Primera División, debutando el 28 de septiembre de 1941 contra el Celta de Vigo. Jugó veintiséis partidos en la máxima categoría y marcó cuatro goles. Además, fue designado el mejor extremo izquierdo de España. Esto le supuso la convocatoria con la selección española para una gira de tres partidos contra Alemania, Italia y Francia. Sin embargo, enfermó con el tifus y no pudo acudir.
Al finalizar la temporada fue fichado por el Real Sporting de Gijón, donde jugó de 1942 a 1946, suponiendo los dos primeros años sus dos últimas temporadas en Primera División, en las que anotó siete goles en treinta y cinco partidos jugados. En el Sporting, jugando ya en Segunda División, anotó en una misma temporada nueve goles directos de saque de esquina.
El 10 de octubre de 1946 decidió regresar al Cádiz, pese a que entonces jugaba en Tercera División, jugando veintiséis partidos de la temporada 1946-47. Al final de la campaña una grave enfermedad de su padre le obligó a rescindir su contrato para marchar a Galicia. Aquello prácticamente puso fin a su carrera como jugador, quedando solo para la disputa de algunos partidos amistosos y de exhibición.

### Como entrenador
Como entrenador dirigió al Cádiz C. F., Real Balompédica Linense, Algeciras C. F., Racing Club Portuense, R. C. Recreativo de Huelva, C. P. Cacereño, Xerez C. D., C. D. Lugo, Club Atlético de Tetuán, A. D. Ceuta, C. D. Castellón. Durante su etapa en Tetuán fue propuesto como seleccionador nacional de Marruecos, cargo al que renunció debido a que una enfermedad lo obligó a regresar a España.
Inició entonces su faceta como gerente o secretario técnico. Estuvo catorce años en el Castellón y, durante la temporada 1980-81, regresó de nuevo a Cádiz de forma provisional, dándose la circunstancia de que ambos equipos consiguieron aquella temporada el ascenso a Primera División. No obstante, y pese a llegar a Cádiz en calidad de préstamo, se volvió a quedar allí durante cuatro años, tras los cuales regresó a Castellón de la Plana. Posteriormente, trabajó también como secretario técnico en el Xerez.
Durante su trabajo en Cádiz gestionó el fichaje de Manolín Bueno por el Real Madrid C. F., y movilizó a todas las instituciones para que el Cádiz eludiera el descenso en la temporada 1986-87 y se jugase la liguilla de la muerte. Pero, sobre todo, en la ciudad gaditana siempre será recordado por ser la persona que contrató a Mágico González.

## Clubes

### Como jugador
| Club               | País   | Año       |
| ------------------ | ------ | --------- |
| Athletic de Madrid | España | 1933-1934 |
| C. D. Malacitano   | España | 1934-1936 |
| Cádiz C. F.        | España | 1939-1940 |
| Granada C. F.      | España | 1940-1942 |
| Real Gijón         | España | 1942-1946 |
| Cádiz C. F.        | España | 1946-1947 |